# Côlon transverse
Le côlon transverse fait suite au côlon ascendant et donne le côlon descendant. L'angle entre les côlons ascendant et transverse est l'angle colique droit. L'angle entre les côlons transverse et descendant est l'angle colique gauche.
Le côlon transverse a une position horizontale, en regard de la troisième vertèbre lombaire. Il est mobilisable (on peut passer sa main dessous dans une dissection ou une opération), les vaisseaux qui l'irriguent peuvent donc subir des torsions, entraînant une nécrose des tissus. Il est retenu par le mésocôlon transverse, qui assure son innervation et sa vascularisation.
Il est vascularisé par l'artère colique moyenne naissant de l'artère mésentérique supérieure, dont ses branches s'anastomosent avec les artères coliques droite et gauche. Les artères mésentériques supérieure et inférieure participent donc à sa vascularisation.